# تشيلسي تحت 23 سنة والأكاديمية
تشيلسي تحت 23 سنة هم فريق تحت 23 سنة من نادي تشيلسي لكرة القدم. يلعبون في الدوري الإنجليزي الممتاز 2، وهو المستوى الأعلى لكرة القدم الاحتياطية في إنجلترا.
أكاديمية تشيلسي هو فريق تحت 18 سنة من نادي تشيلسي لكرة القدم. وهي عضو في رابطة دوري التطوير الاحترافي تحت 18 سنة.
نيل باث، رئيس تنمية الشباب، هو المسؤول عن التشغيل اليومي للأكاديمية.

## الإنجازات

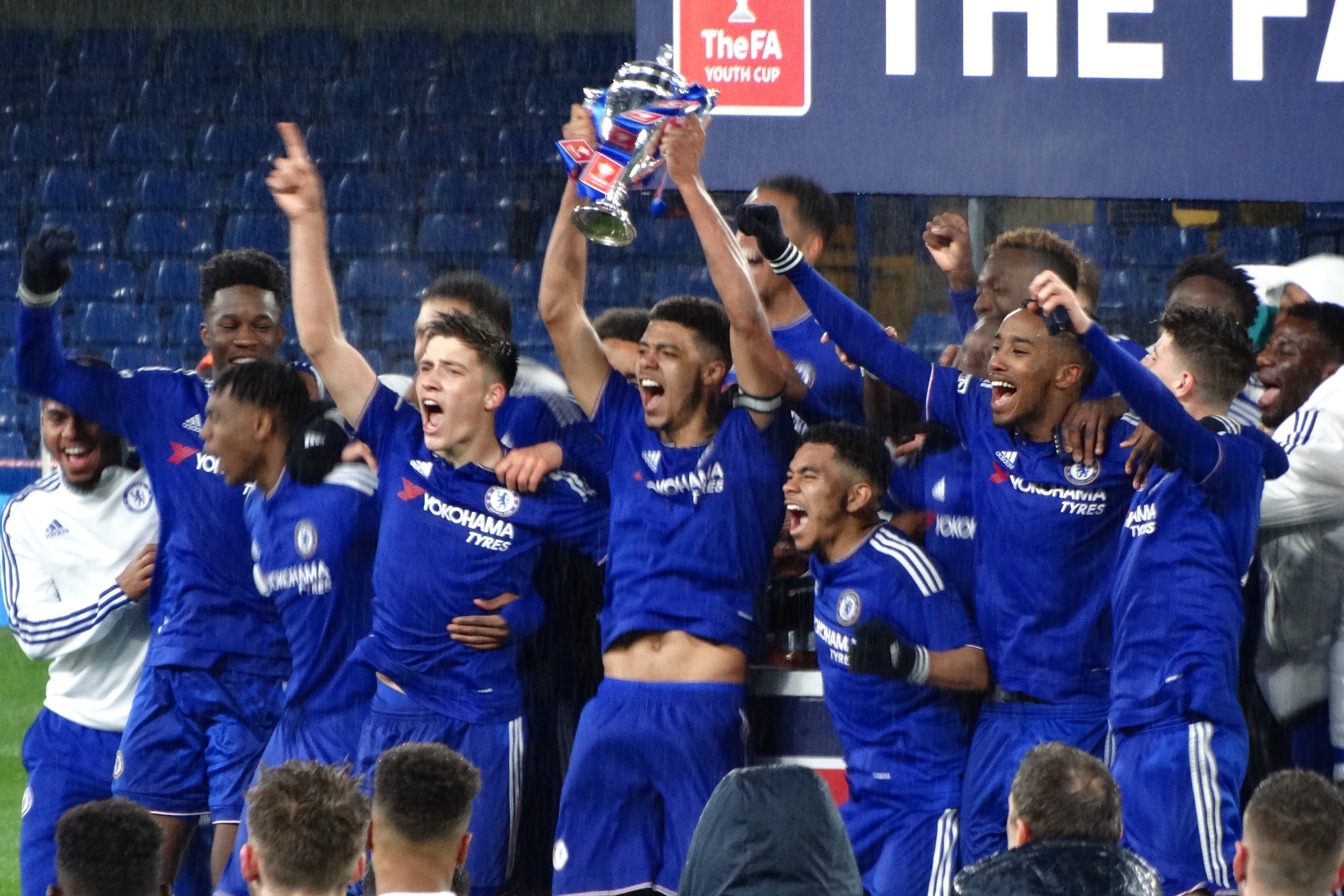
لاعبو تشيلسي يحتفلون بالفوز بكأس الشباب 2015–16.

### الفريق الإحتياطي
- الدوري الممتاز تحت 21 سنة / الدوري الممتاز 2
  - (2): 2013–14، 2019–20
- مزيج كرة القدم
  - (11): 1948–49، 1954–55، 1957–58، 1959–60، 1960–61، 1964–65، 1974–75، 1976–77، 1984–85، 1990–91، 1993–94
- الدوري الممتاز الاحتياطي – أبطال وطنيون
  - (1): 2010–11
- الدوري الممتاز الاحتياطي – أبطال الجنوب
  - (1): 2010–11
- كأس تحدي لندن
  - (5): 1919–20، 1926–27، 1949–50، 1959–60، 1960–61

### فريق الأكاديمية
- الدوري الأوروبي للشباب
  - (2): 2014–15، 2015–16
- الدوري الممتاز تحت 18 سنة – أبطال وطنيون
  - (2): 2016–17، 2017–18
- الدوري الممتاز تحت 18 سنة – أبطال الجنوب
  - (4): 2014–15، 2015–16، 2016–17، 2017–18
- كأس الاتحاد الإنجليزي للشباب
  - (9): 1959–60، 1960–61، 2009–10، 2011–12، 2013–14، 2014–15، 2015–16، 2016–17، 2017–18
- كأس الدوري الممتاز تحت 18 سنة
  - (1): 2017–18

## وصلات خارجية
- لماذا تمكن تشيلسي أخيرًا من جني ثمار أكاديميته المتميزة – These Football Times (2017) (بالإنجليزية)